# طوماس منساه (أستاذ جامعي)
طوماس منساه (بالهولندية: Thomas Mensah)‏ هو قاضي ودبلوماسي غاني، ولد في 12 مايو 1932 في كوماسي.